# 389478 Rivera-Valentín
389478 Rivera-Valentín è un asteroide della fascia principale. Scoperto nel 2010, presenta un'orbita caratterizzata da un semiasse maggiore pari a 2,6500856 au e da un'eccentricità di 0,1204437, inclinata di 12,07610° rispetto all'eclittica.